# Chasavjurt
Chasavjurt (in russo: Хасавюрт) è una città della Russia meridionale, situata nella Repubblica Autonoma del Daghestan. È il capoluogo del Chasavjurtovskij rajon dal quale però la città è indipendente avente uno status pari a quello di un rajon.

## Eventi storici
Nel 1996, la città fu teatro dei negoziati tra Russia (rappresentata dal generale russo Lebed) e Cecenia (rappresentata dal leader indipendentista Maschadov) per la cessazione della Prima guerra cecena: essi diedero luogo all’armistizio che poi, nell'aprile 2005 dinanzi alla Duma, Putin definì sprezzantemente come “la capitolazione di Chasavjurt”.